# Plathymenia foliolosa
Plathymenia foliolosa es una especie de árbol perteneciente a la familia Fabaceae. Es endémico de Brasil y está considerado en peligro de extinción por la pérdida de hábitat.

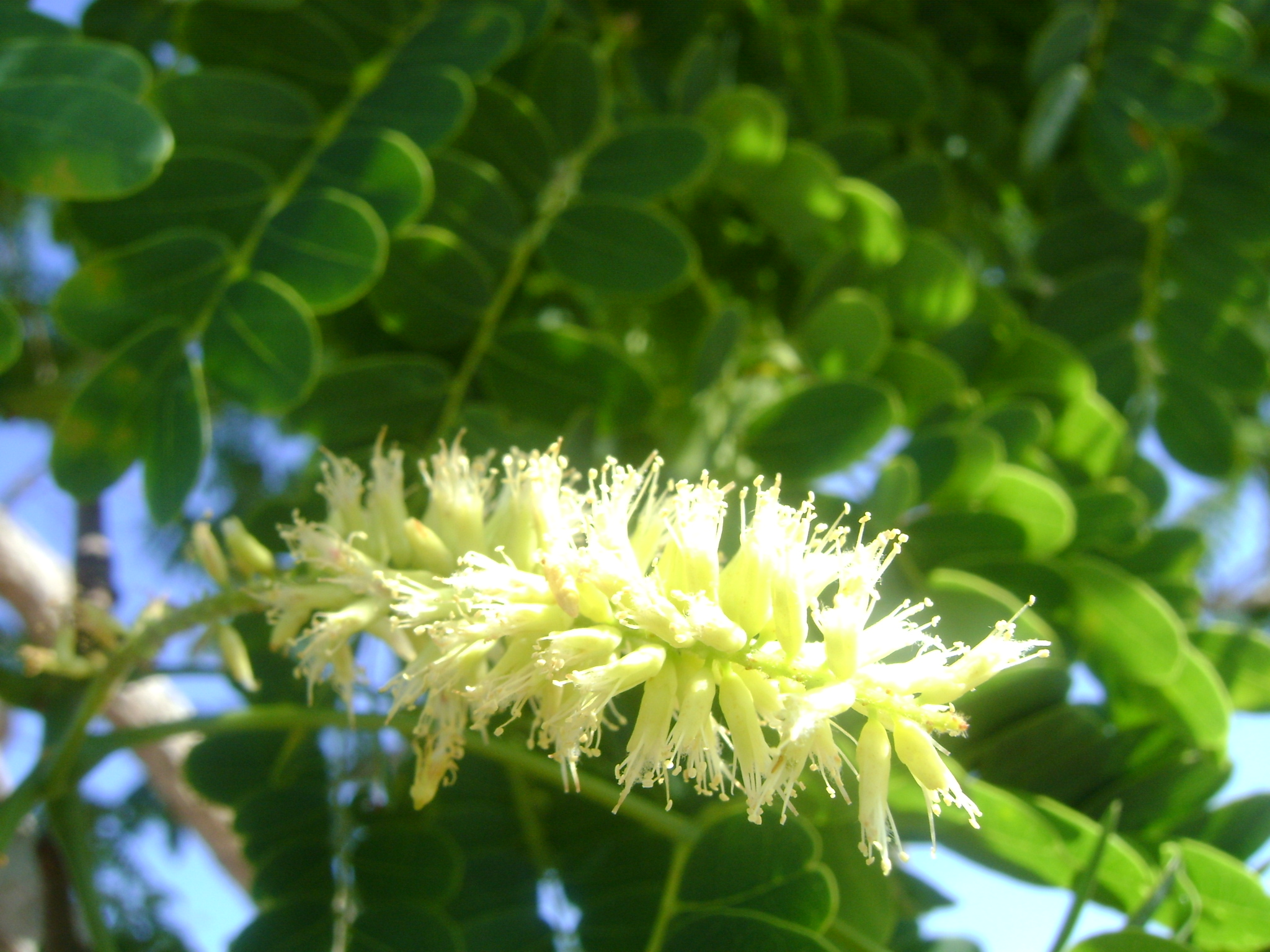
Flor

## Taxonomía
Plathymenia foliolosa fue descrita por George Bentham y publicado en Journal of Botany, being a second series of the Botanical Miscellany 4(30): 334. 1841.
Sinonimia
- Pirottantha modesta Speg.
- Plathymenia reticulata
- Plathymenia modesta (Speg.) Burkart[2][3]</ref>[4]

## Galería

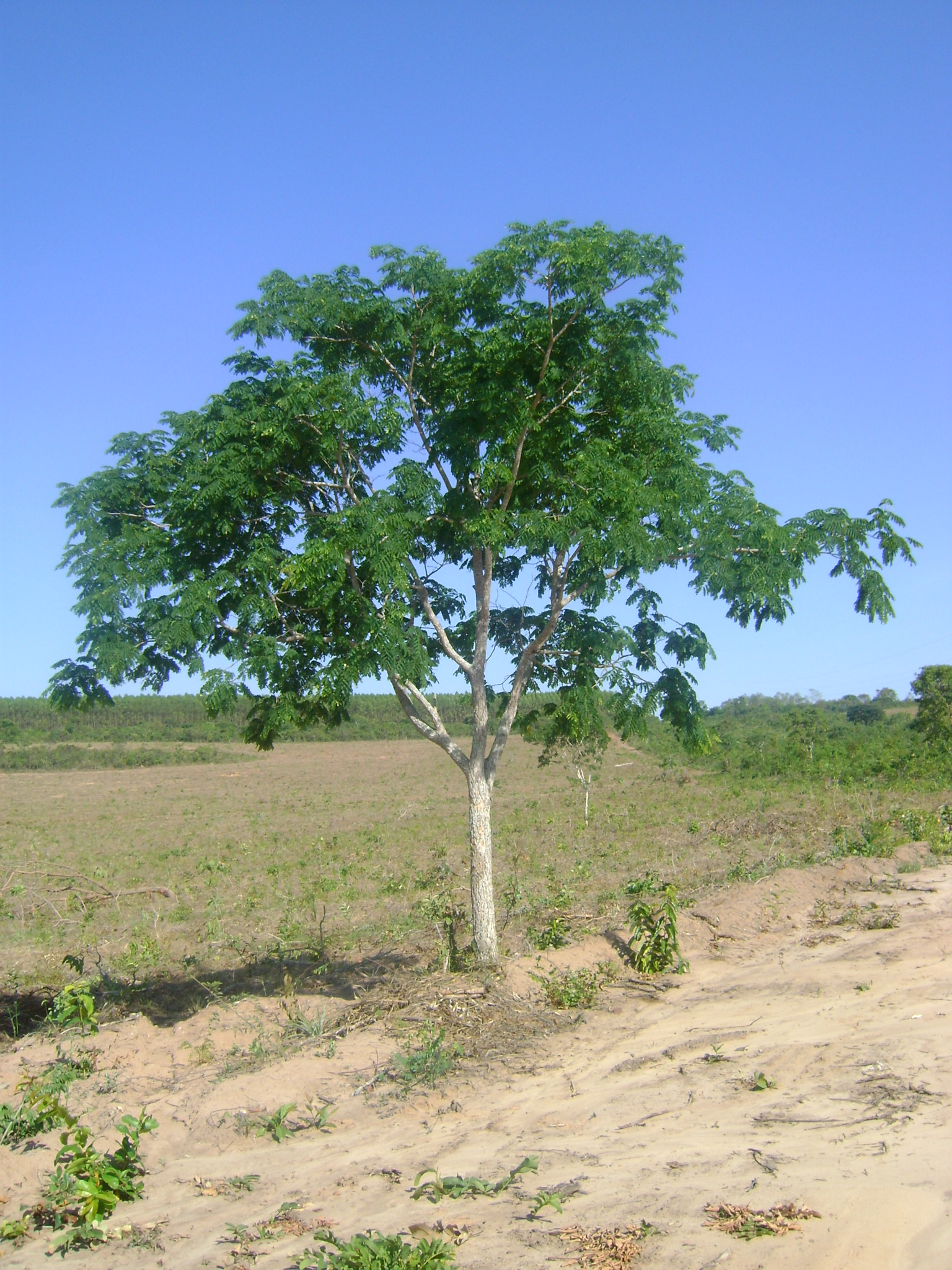
Árbol
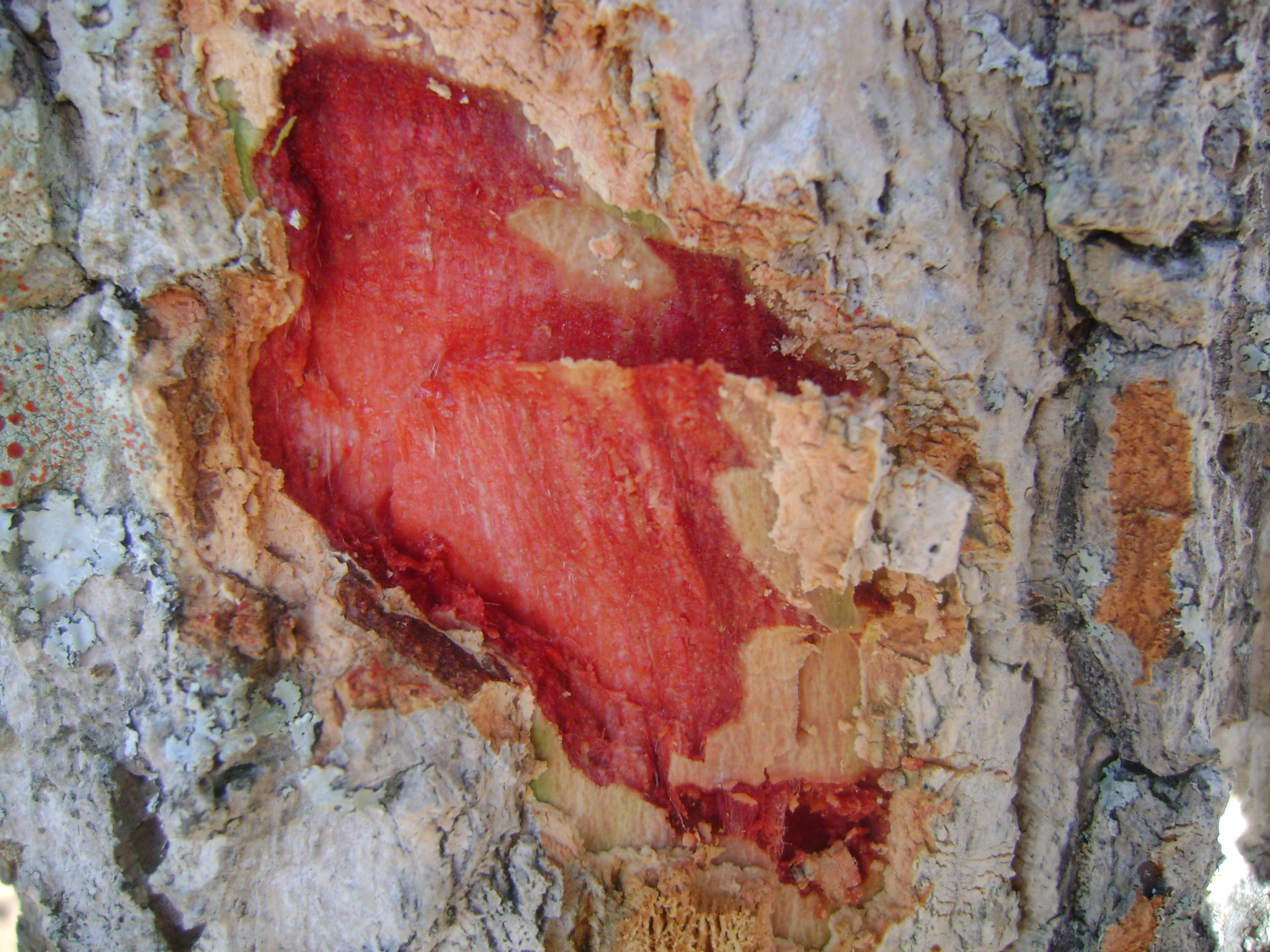
Detalle del tronco